# Cantone di Bazoches-sur-Hoëne
Il Cantone di Bazoches-sur-Hoëne era una divisione amministrativa dell'arrondissement di Mortagne-au-Perche.
È stato soppresso a seguito della riforma complessiva dei cantoni del 2014, che è entrata in vigore con le elezioni dipartimentali del 2015.
Comprendeva i comuni di:
- Bazoches-sur-Hoëne
- Boëcé
- Buré
- Champeaux-sur-Sarthe
- Courgeoût
- La Mesnière
- Saint-Aubin-de-Courteraie
- Sainte-Céronne-lès-Mortagne
- Saint-Germain-de-Martigny
- Saint-Ouen-de-Sécherouvre
- Soligny-la-Trappe